# Keerpunt 1972
Keerpunt 1972, regeerakkoord van de progressieve drie was een electorale alliantie en  verkiezingsprogramma waarmee drie progressieve Nederlandse politieke partijen, PvdA, D'66 en PPR, gezamenlijk de Tweede Kamerverkiezingen 1972 ingingen. 
Het stembusakkoord, in de vorm van een concept-regeerakkoord, beoogde een blauwdruk te zijn voor een links-progressief minderheidskabinet. Keerpunt 1972 behoorde tot de kern van de progressieve samenwerking in Nederland in de jaren 1970 en is de enige aanzet tot blokpolitiek in de Nederlandse parlementaire geschiedenis.

## Historie
Keerpunt 1972 propageerde een spreiding van inkomen, kennis en macht. Vakbonden en werknemers moesten daarom delen in de winsten van bedrijven. De middenschool moest voor gelijke kansen zorgen. Alle leerlingen tussen twaalf en zestien jaar zouden dezelfde leerstof voorgeschoteld krijgen. Jongeren boven de achttien kregen recht op zelfstandige huisvesting.

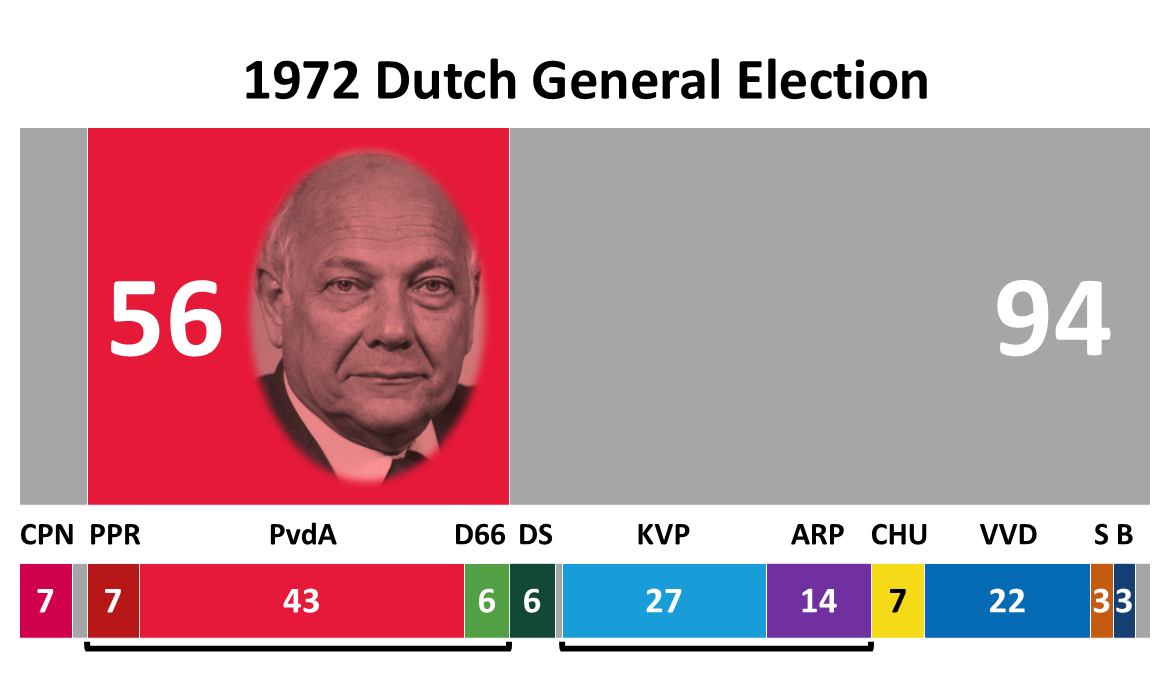
De zetelverdeling in 1972 waarbij de electorale alliantie van de PPR, PvdA en D66 samen 56 zetels behaalde.

Behalve het gezamenlijke programma vormden de drie partijen het schaduwkabinet-Den Uyl met een aantal schaduwministers onder leiding van Joop den Uyl. Aanvankelijk was het de bedoeling om ook de PSP bij de alliantie te betrekken, maar dit liep stuk op bezwaren vanuit D'66. Wel werd de mogelijkheid opengelaten dat confessionele politici zouden kunnen toetreden tot een te vormen kabinet.
De progressieve alliantie haalde bij de verkiezingen 56 zetels, weliswaar een winst, maar veel minder dan verwacht. De verkiezingen leidden tot de vorming van het kabinet-Den Uyl, waaraan behalve de PvdA, D66 en de PPR ook KVP en ARP aan deelnamen.